# Панкрушев, Александр Иванович
Александр Иванович Панкрушев — советский хозяйственный, государственный и политический деятель.

## Биография
Родился в 1908 году в Челябинске. Член КПСС с 1930 года.
С 1928 года — на хозяйственной, общественной и политической работе. В 1928—1952 гг. — слесарь, помощник машиниста, секретарь комитета ВЛКСМ паровозного депо станции Челябинск, заведующий орго Челябинского горкома ВЛКСМ, инструктор ж.-д. школы ФЗУ, секретарь комитета ВЛКСМ Управления ЮУЖД, парторг вагонного участка станции Шадринск, инструктор политотдела, секретарь парткома Управления ЮУЖД, секретарь, 2-й секретарь Кировского райкома ВКП(б), 1-й секретарь Ленинского райкома партии города Челябинска, секретарь Челябинского обкома ВКП(б) по строительству, 2-й секретарь, и. о. 1-го секретаря Челябинского горкома партии, заместитель заведующего отделами, заведующий транспортным отделом Челябинского обкома ВКП(б).
Избирался депутатом Верховного Совета РСФСР 2-го созыва.
Умер после 1952 года.